# Carrollton, Illinois
Carrollton är administrativ huvudort i Greene County i Illinois. Vid 2010 års folkräkning hade Carrollton 2 484 invånare.